# لنکوپیه
لنکوپیه (به لاتین: Lenkupie) یک روستا در لهستان است که در گمینا دوبنگنکی واقع شده‌است. لنکوپیه ۹۰ نفر جمعیت دارد.